# متلازمة الرضيع المهزوز
متلازمة الرضيع المهزوز (اختصارًا SBS) هي مجموعة من النتائج الطبية (غالبا ما يشار إليها باسم «ثالوث») المتمثلة في الورم الدموي تحت الجافية (نزيف الدماغ)، ونزيف شبكية العين، وتورم في الدماغ تحدث بسبب إساءة معاملة الطفل الناجمة عن الهْز العنيف وحسب استنتاج الأطباء يتفق مع المفهوم الطبي الحالي. في معظم الحالات لا يوجد لها دليل خارجي واضح على الإصابة.
متلازمة الرضيع المهزوز هي مجموعة فرعية من أشكال أخرى لإساءة معاملة الطفل والتي تسبب صدمة مؤذية في الرأس. وتعرّف مراكز السيطرة على الأمراض وطرق الوقاية منها متلازمة هز الرضيع على أنها عبارة عن "إصابة في الجمجمة أو داخل جمجمة الطفل الرضيع أو الطفل الصغير (<5 سنوات من العمر) بسبب ضعف في جمجمة الطفل أو الهْز العنيف لها أو كلاهما.
أوصت النيابة العامة لإِنجلترا وويلز في عام 2011 بتجنب استخدام مصطلح متلازمة الرضيع المهزوز، وأن يستخدم بدلاً من ذلك مصطلح إصابة غير عرضية في الرأس (NAHI). وأوصت الأكاديمية الأمريكية لطب الأطفال في عام 2009 باستخدام مصطلح صدمة مؤذية في الرأس ليحل محل متلازمة الرضيع المهزوز.
وغالبا ما تكون الإصابات بهذه المتلازمة مميتة. وينتج عنها أضرارٌ بالغة في الدماغ مما يؤدي إلى إعاقة مدى الحياة ونسب الوفيات المقدرة التي من بينها أطفال رضع مصابين بهذه المتلازمة من 15% إلى 38% والنسبة المتوسطة منها هي 20% إلى 25%.
وحسب التقارير نصف الوفيات تكون بسبب سوء معاملة الطفل. ولكن قد تتضمن عواقب غير مميتة مثل ضعف البصر بدرجات متفاوته (بما في ذلك العمى) والإعاقات الحركية (مثل الشلل الدماغي) والنقيصة المعرفية.

## الأعراض والإشارات
الإصابات المميزة المرتبطة بمتلازمة الرضيع المهزوز التي من ضمنها نزيف في شبكية العين وكسور متعددة في العظام الطويلة وورم دموي تحت الجافية (نزيف في الدماغ). وقد تطورت هذه العلامات على مر السنين كعلامات متعارف عليها لإساءة معاملة الأطفال متلازمة الرضيع المهزوز. أخصائيين الطب يشتبهون وبقوة أن الهز هو السبب في إصابة الطفل الرضيع أو الطفل الصغير بنزيف في شبكية العين وكسور وإصابة الأنسجة اللينة أو ورم دموي تحت الجافية، والتي لا يمكن تفسيرها من خلال الصدمات العرضية أو الحالات الطبية الأخرى.
نزيف شبكية العين يحدث في حوالي 85% من حالات متلازمة هز الطفل. نوع النزيف في شبكية العين يعتبر ميزه مفيدة جداً في تحديد التشخيص، حيث أن هناك العديد من الأسباب الأخرى لنزيف شبكية العين غير متلازمة الرضيع المهزوز، وعادة ما تكون هناك نتائج إضافية (عينية و/أو المنهجية) التي تجعل التشخيصات الأخرى واضحة.
كسر الفقرات والعظام الطويلة والضلوع قد تكون أيضًَا مرتبطة بمتلازمة الرضيع المهزوز. كما أفاد الدكتور جون كافي في عام 1972 ان الأفولسيونس ميتافيزيل (وهي شظايا صغيرة من العظام قد يمزق فيها السِمحاق وهي جلدة أو قشرة رقيقة تغطي عظم الرأس والعظام القشرية) وذلك يؤثر على العظام بشكل عام سواء كانت العظام القريبة والبعيدة من الرأس «كعظام الركبة خاصة».
ومن الأثار الشائعة أيضا بسبب متلازمة الرضيع المهزوز إصابة المحور العصبي، وعدم وصول الأكسجين وتورم الدماغ، وهذا قد يؤدي أيضا لارتفاع الضغط داخل الجمجمة وتلف الأنسجة الحساسة في المخ.
والمصابين بمتلازمة الرضيع المهزوز قد يعانون من التهيج، وفشل بالنمو، واضطرابات في أنماط الأكل والشعور بالخمول والتقيؤ والشعور بنوبه واليافوخ أو المنتفخه وهي (بقع ناعمة تظهرعلى رأس الرضيع)، وزيادة في حجم الرأس، وصعوبات في التنفس، وإتساع في حدقة العين.

## كيفية حدوث متلازمة هز الرضيع
يشدد الضرر بتكرار الإصابة، ومن المرجح أن يحدث مايشبه الارتجاج. أنواع الإصابات التي تحدث بسبب الاهتزاز عادة لا تكون ناجمة عن السقوط والآثار الناجمة عن التشغيل العادي، معضمها خطوط دفاعيه، وقد ترتبط الإصابة بمتلازمة الرضيع المهزوز بتشوهات في شبكية العين والجسم الزجاجي للعين، أيضا، حركة الجسم الزجاجي للعين ليتطور ذلك إلى نزيف في الشبكية، هذه النتائج المتعلقه بالعين قد تؤدي إلى تشوهات داخل الجمجمة.

## مقدار القوة المسببة للمتلازمة
يوجد هناك جدل بين القوة الناتجة المسببه لحدوث تلف بالدماغ بسبب متلازمة الرضيع المهزوز بينما هنالك اتفاق واسع النطاق حتى من قبل المشككين بمقدار القوه أن هز الرضيع أمر خطير وقد يكون قاتل ولكن قمدار القوة المسبب للإصابة مازال مجهولاً.
نشرت تحاليل النشاط الحيوي تقرير في 2005 أنه «قوة الاهتزاز يمكن أن تجرح بشدة أو تقتل الرضيع، وذلك بسبب أن العمود الفقري العنقي تم جرحه بصورة ببالغة وليس بسبب القيلة تحت الجافية (نزيف الدماغ) ويكون السبب الرئيسي مستوى سرعة الدوران والتي تُسمى مبتلازمة هز الرضيع، سوف توجه القوات على رقبة الرضيع وذلك قد يُحدث أكثر بكثير من الفشل الهيكلي للعمود الفقري العنقي. علاوة على ذلك، إصابة العمود الفقري نتيجه للاهتزاز العنقي قد يحدث في مستويات أقل بكثير من سرعة الدوران تلك التي ذكرت في متلازمة الرضيع المهزوز لرأس الرُضع المتعرض لمتلازمة الرضيع المهزوز»

## التشخيصات
الثالوث: وغالباً ما يشار على أنه «ثالوث». وكفرضية، تم الإشارة إليه على أنه عملية استنتاج العنيف أو مسيئة اهتزاز من النتائج السريرية في تشخيص متلازمة هز الطفل لكفرضية.
وفي عام 2000، لخص نائب مدير المركز الوطني للمتلازمة الرضيع المهزوز روب باريش، الـ«ثالوث» على النحو التالي:
غالبا ما يشار إليها باسم «ثالوث»، تم الإجماع على انها عبارة عن مجموعه من (1)تلف في خلايا المخ، حيث يتضح ذلك من خلال تورم حاد في الدماغ و/ أو انتشار إصابة المحور العصبي (ضرر يحدث على نطاق واسع ويصيب أكثر من منطقة في الدماغ). (2) نزيف تحت الأغشية التي تغطي الدماغ، مثل نزيف تحت الجافية و/ أو نزيف تحت العنكبوتية (المنطقة الواقعة تحت الغشاء العنكبوتي والغشاء الرقيق الذي يغلف المخ). و، (3) نزيف في طبقات شبكية العين، وأيضًَا غالباً ما يرافقه اضرار أخرى بالعين.
استسقاء الرأس، وهو تراكم السائل النخاعي بالدماغ، وقد يحدث بسبب متلازمة الرضيع المهزوز نتيجةً للهز العنيف للرأس. وييتم تشخيصه عن طريق أستخدام أشعة الرنين المغناطيسي.
قد تشخص متلازمة هز الرضع خطأ، مقدمي الرعاية قد لا يدركون آلية الإصابة.وعادةً، لا توجد علامات خارجية واضحة لهذه الحالة.فحص طبيب العيون المتمرس غالباً يكون في محله بتشخيص متلازمة الرضيع المهزوز، وكما أن أشكال معينة من نزيف العين تساعد بتحديده التشخيص بشكل واضح.أيضًَا التصوير بالرنين المغناطيسي يوضح النزيف في شبكية العين وهذا قد يكون مفيد احياناً في حال تأخُر فحص طبيب العيون أو عدم توفره. وذكر مصدر أن هناك حالات يجب استبعادها مثل استسقاء الرأس/ الدماغ، ومتلازمة موت الرضع المفاجئ (SIDS)، واضطرابات الاستيلاء، والأمراض المعدية أو الخلقية مثل أمراض التهاب السحايا واضطراب التمثيل الغذائي. تستخدم الأشعة المقطعية والتصوير بالرنين المغناطيسي لتشخيص الحالة. الحلات التي تعرضت لمتلازمة الرضيع المهزوز تكون معرضة لكسور في العظام وإصابة في العمود الفقري العنقي (في الرقبة)، نزيف في شبكية العين، نزيف أو ضمور دماغي، استسقاء، وذمة حُليمة العصب البصري (تورم القرص البصري)
تم اقتراح استخدام مصطلح متلازمة الرضيع المهزوز بدلً من مصطلح الإصابة الغير مقصودة بالراس أو الإصابة الرضحيه بالدماغ (إصابة الدماغ بصدمة).

## نقص فيتامين ج
قال بعض المختصين ان حالات معينه من المصابين بمتلازمة الرضيع المهزوز قد تكون إصابتهم بسبب نقص فيتامين ج. وتستند هذه الفرضية المختلف عليها على حالة البعثي القريب أو نقص المواد الغذائية الأساسية واستنزاف وارتفاع مستوى الهستامين. مع ذلك، الأعراض تتفق مع زيادة مستويات الهيستامين، مثل انخفاض ضغط الدم وأعراض الحساسية، التي لا ترتبط عادةً مع داء الإسقربوط مثل نقص فيتامين C. ووجهة نظر الأدب حول الفرضية التي في صحيفة طب الأطفال العالميه تتضمن ما يلي: "حسب المعلومات المتاحه بالأدب، أن هناك أدلة مقنعة تدل على أن نقص فيتامين ج يمكن اعتبارة سبب في متلازمة الرضيع المهزوز ". وحسب المعلومات المتاحه في الأدب، أن هناك أدلة مقنعة تدل على أن نقص فيتامين ج يمكن اعتباره سبب من اسباب متلازمة الرضيع المهزوز".
المؤيدين لهذه الفرضيات غالبا ما يشككون في مدى كفاية مستويات الأنسجة الغذائية خاصة فيتامين ج.للأطفال المرضى الذين يعانون من التهابات البكتيرية، وذوي الاحتياجات الفردية العالية، والذين يعانون من الأمراض البيئية (مثل الحساسية)، والضغوط المرتبطة بالتطعيم وإعطاء المرضى الذين يشتبه بإصابتهم بمتلازمة الرضيع المهزوز والذيين لا يشكلون المجموعة الأكثر تضررا من الأطفال الذين حيث يعانون من نقص في التغذية. وفي الوقت الذي كُتب به هذا التقرير، داء الإسقربوط للرضع لم يكن موجود علمياً في الولايات المتحدة. وحسب ذلك لم يتم الإبلاغ عن أي حالة من حالات داء الإسقربوط (ضعف شديد في الشعيرات الدموية) نتيجة لمتلازمة الرضيع أو متلازمة موت الرضيع الفجائي، والإسقربوط يحدث عادة في وقت لاحق في مرحلة الطفولة، ونادرا ما يسبب الوفاة أو نزيف داخل الجمجمة، وتتضمن الإصابة به تغييرات أخرى في العظام وفي الجلد وضعف بالتغذية.

## مشاكل الحمل
مشاكل الحمل تؤثر على كلاً من الأم والجنين، عملية الولادة والخداج ونقص التغذية يمكن أن تسرع من الإصابة بأمراض الهيكل العظمي ونزيف التي تتمثل في متلازمة الرضيع المهزوز، حتى قبل الولادة.

## منع متلازمة هز الرضيع
أحد الجوانب الاساسية لمنع متلازمة هز الرضيع هو زيادة الوعي حول المخاطر المحتملة للاهتزاز وايجاد طرق فعالة لتخفيف توتر الوالدان المتزامن مع بكاء الرضيع وكيفية الاستجابة والتعامل مع الرضع عند البكاء.
من الطرق المتبعة:
1. خلق اصوات ايقاعية تحاكي الأزيز المستمر في رحم الأم كاستخدام المكانس الكهربائية ومجففات الشعر.
2. وضع الطفل على الجانب الأيسر في حال كان بكائه بعد الأكل وذلك لمساعدته على الهضم أو على بطنه أثناء حمله.
3. تمكينه من مص الثدي أو مصاصة خاصة للتوقف عن البكاء.
4. لف الطفل في بطانية مع فرد ساعديه ورجليه وضمهما إلى جسمه فهذا يساعده على الشعور بالأمان.

## العلاج
العلاج يتضمن مراقبة الضغط داخل القحف (الضغط داخل الجمجمة)، وكمية استنزاف السوائل من البطينات الدماغية، وإذا كان يوجد ورم دموي داخل الجمجمة يتم جمع الدم المستنزف.

## توقعات سير المرض
سير المرض يعتمد على شدته، حيث يمكن أن تتراوح من الانتعاش الكلي لعجز شديد حتى الموت إذا كانت الإصابة شديدة. وثلث هؤلاء المرضى يتوفون، والثلث الآخر يبقى في حالة عصبية جداً، وثلث واحد فقط يبقى على قيد الحياة في حالة جيدة. العاهات العصبية الأكثر شيوعا هي صعوبات التعلم، واضطرابات الاستيلاء وعدم القدرة على التحدث، واستسقاء الدماغ، والشلل الدماغي، واضطرابات بصرية.

## علم الأوبئة
الأطفال صغار السن على وجه الخصوص معرضين لمخاطر عالية بسبب سوء المعاملة المسببة لمتلازمة الرضيع المهزوز.

## التاريخ
في عام 1971، قال الدكتور نورمان قوثكلش أن الإصابة تسبب نزيف تحت الجافية في الرضع والتي تمزق الأوردة في الغشاء الموجدود تحت الجافية. وتم إدخال مصطلح «متلازمة الرضيع المهزوز» من قبل الدكتور جون كافي. في عام 1973، ووصف طبيب أشعة الأطفال مجموعة الأعراض التي وجدت بالطفل المصاب مع الأدلة الخارجية على صدمات في الرأس، بما في ذلك نزيف في شبكية العين ونزيف داخل الجمجمة مع نزيف تحت الجافية أو تحت العنكبوتية أو كلاهما على انها متلازمة الرضيع المهزوز. وأنه قد تطورت التقنيات في التصوير المقطعي والتصوير بالرنين المغناطيسي من سنة 1970 إلى 1980 حيث تقدمت القدرة على تشخيص المتلازمة.

## المسائل القانونية
في يوليو 2005، استمعت محكمة الاستئناف في المملكة المتحدة لأربعة قضايا تم الإتهاب بها كسبب لمتلازمة الرضيع المهزوز؛ وقد أسقطت إحدى القضايا وتم تخفيض عقوبة واحدة منها وتم تجريم اثنين. ووجدت المحكمة أن الثالوث الكلاسيكي من نزيف شبكية العين، والورم الدموي تحت الجافية، والتهاب الدماغ الحاد ليست 100% تُشخص لمتلازم الرضيع المهزوز، فالتاريخ السريري مهم أيضا. حكمة المحكمة وأيدت مفهوم التاريخ السريريي لمتلازمة الرضيع المهزوز، فقد رفضت حالة واحدة وتم تخفيض آخرى من تهمة القتل العمد إلى القتل بالخطأ. وحسب ما ذكرته المحكمة:
«يشير ذلك إلى [إصابة غير مقصودة في الرأس]، وعلى ذلك نحن لا نعتقد أنه من الممكن ان يكون هذا عمداً ولذلك يجب ومن الضروري ان يكون حسب كلاً من التشخيص والصورة السريرية _ فيجب أن تؤخذ بالاعتبار _ على انها إصابه غير مقصوده في الرأس».
أبطلت المحكمة «الفرضية الموحدة»، والتي اقترحها الطبيب البريطاني ج.ف. جيديس والزملاء، كآلية بديلة لنزيف تحت الجافية والشبكية التي وجدت في الحالات المشتبه بإصابتها بمتلازمة الرضيع المهزوز. واقترحت الفرضية الموحد أن النزيف لم يكن بسبب قص الأوردة تحت الجافية والشبكية وإنما بسبب نقص الأكسجة الدماغية، وزيادة الضغط داخل الجمجمة، وزيادة الضغط في الأوعية الدموية في الدماغ. وذكرت المحكمة أن «الفرضية الموحدة قد لن يعد من الممكن اعتبارها فرضية ذات مصداقية أو بديل للثالوث وهو الإصابة بـ»: نزيف تحت الجافية، ونزيف في شبكية العين والتهاب بالدماغ بسبب نقص الأكسجة (انخفاض الأكسجين في الدم) والتي وجدت في المشتبه بإصابته بمتلازمة الرضيع المهزوز.
في 31 يناير 2008، منحت محكمة الاستئناف ولاية ويسكونسن محاكمة جديدة تقوم على «منافسة الآراء الطبية ذات المصداقية في تحديد ما إذا كانت هناك أي شك معقول فيما يتعلق بثبوت إدانة أدموندز». وعلى وجه التحديد، وجدت محكمة الاستئناف أن «ادموندز قدم دليلاً يثبت عدم إدانته حتى الآن. وفي شكل شهادة طبية متخصصة، حيث كان النقاش حول اهميتها ومشروعيتها في المجتمع الطبي وانه في السنوات العشر الماضية قد تطورت هذا النقاش حول ما إذا كانت الإصابة في الأطفال والرُ ضع يمكن ان تكون قاتلة بسبب الهز وحده سواء كان الطفل أو الرضيع يعاني من إصابة في الرأس أو لا وبعد تجربة توضح الفرق الكبير قبل وفاته، وعما إذا كانت أسباب هناك أخرى قد تحاكي الأعراض وينظر لها على انها متلازمة الرضيع المهزوز».
في عام 2012، يعود الفضل للدكتور.أ. نورمان قوثكلش جراح المخ والأعصاب في "اكتشاف" تشخيص متلازمة الرضيع المهزوز وذلك عندما نشر مقالا "بعد 40 عام "، حيث كان منتقداً به وبشدة المحاكمات للطفل المهتز والتي تستند فقط على الإصابة بأعراض الثالوث. ومرة أخرى، في عام 2012، وصرح الدكتور قوثقلش في مقابلة حيث قال "أعتقد أننا بحاجة إلى العودة إلى لوحة الرسم وإجراء تقييم أكثر دقة لهذه الحالات القاتلة.
... وأننا سوف نجد في كل - أو على الأقل الغالبية العظمى من الحالات، أن الطفل كان يعاني فيه من مرض آخر من نوع اخر لم يتم التعرف حتى إلا في وقت متأخر جدا" غير ذلك، في عام 2015، قال دالكتور قوثكلش "كنت ضد تحديد هذا الشيء باعتباره متلازمة في المقام الأول. وقال أيضًَا، انها جريمة... ووسيلة سهلة للذهاب إلى السجن ".
من جهة أخرى، مدير المركز الوطني تيري كوفينجتون، راجع السياسات والممراسات المؤديه لموت الأطفال، وابدا قلقه حول أن عدم معاقبة المسيئ يزيد من المخاوف حول تزايد عدد حالات الاعتداء على الأطفال.

## البالغين
حسب تقارير طبيه تم الإبلاغ عن متلازمة مماثلة في البالغين.

## معرض صور

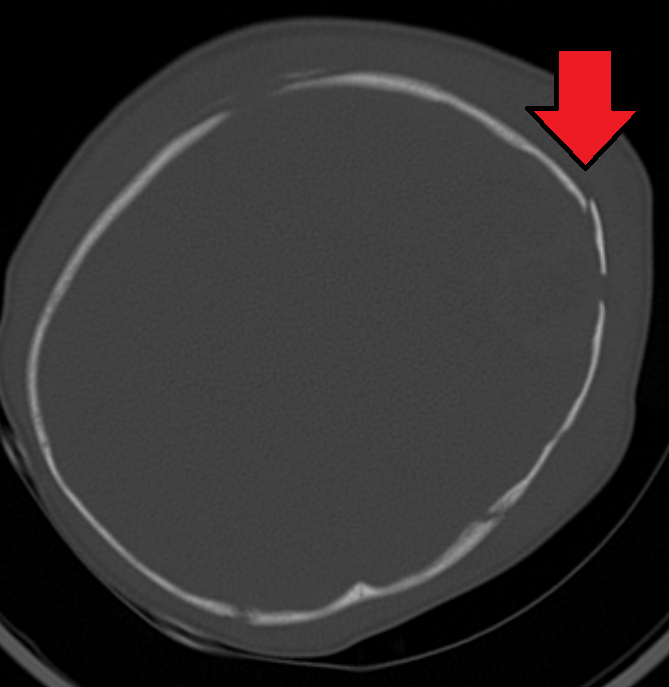
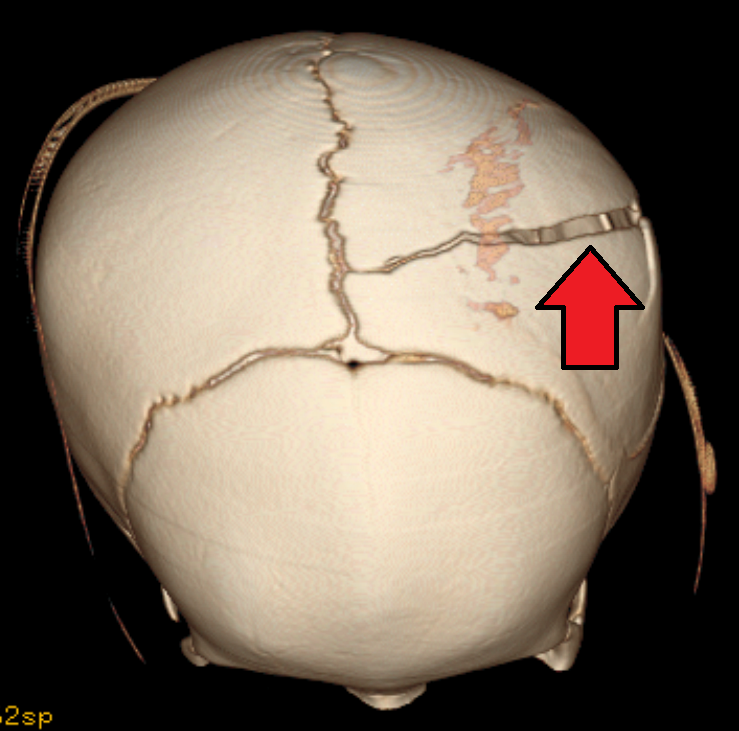
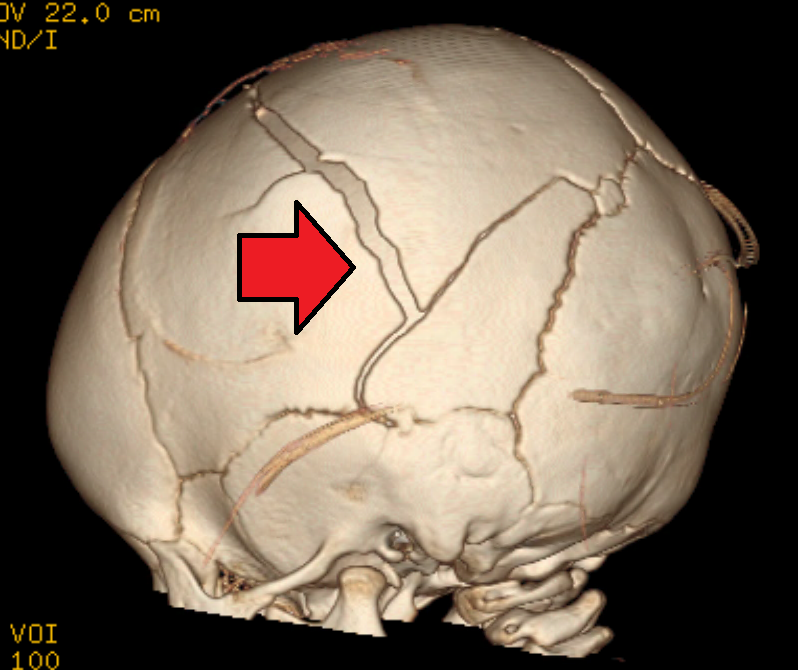